# Лойдминстър
Лойдминстър (на английски: Lloydminster) е град в Канада.
Уникален е с местоположението си – границата между провинциите Албърта и Саскачеван е прокарана през града през 1905 г. Интересното е, че това не са 2 срещулежащи града, а един-единствен град, инкорпориран в тези 2 провинции.
Към 2011 г. има население от 27 804 души.